# Nephrotoma medioproducta
Nephrotoma medioproducta är en tvåvingeart som beskrevs av Alexander 1940. Nephrotoma medioproducta ingår i släktet Nephrotoma och familjen storharkrankar. Inga underarter finns listade i Catalogue of Life.